# Dirphia unicolor
Dirphia unicolor är en fjärilsart som beskrevs av Lemaire 1977. Dirphia unicolor ingår i släktet Dirphia och familjen påfågelsspinnare. Inga underarter finns listade i Catalogue of Life.